# 沒有您就沒有我們
《沒有您就沒有我們》（英語：Without You, There Is No Us）是美籍韓裔作家金淑姬撰寫的一本回憶錄。書名取自知名金正日頌歌《沒有您就沒有祖國》中的歌詞：“沒有您就沒有我們，沒有您就沒有祖國！”該書記錄了作者自己2011年7月至12月在朝鮮民主主義人民共和國平壤科學技術大學任教的經歷和所見所聞。在北韓期間，金淑姬與其他30名傳教士一同以大學講師的身份教授270名北韓高層子弟。她將大學生活狀況錄入電腦，隨後秘密存在USB隨身碟中作為寫作素材。